# بيدرو بيل
بيدرو بيل (بالإنجليزية: Pedro Bell)‏ هو فنان وكاتب ورسام توضيحي أمريكي، ولد في 1950 في شيكاغو في الولايات المتحدة، وتوفي في أغسطس 2019.

## وصلات خارجية
- بيدرو بيل على موقع IMDb (الإنجليزية)
- بيدرو بيل على موقع ميوزك برينز (الإنجليزية)
- بيدرو بيل على موقع أول ميوزيك (الإنجليزية)
- بيدرو بيل على موقع ديسكوغز (الإنجليزية)